# Эриксгата
Эриксгата (швед. Eriksgata) — название традиционного путешествия новоизбранных средневековых шведских королей через важные провинции, чтобы их выборы были подтверждены местными собраниями. Фактические выборы проходили в Каменном Море в Уппланде, и участие первоначально было ограничено людьми в Уппланд или Свеаланд, следовательно, необходимость проведения выборов, подтвержденных другими регионами. Эриксгата постепенно утратила свое влияние, когда представители почти всех частей Швеции стали участвовать в выборах на камне Моры с 14-го века. После 1544 года шведский король больше не избирался и вместо этого наследовал свой трон. После этого Эриксгата имела только символическое значение. Последним королем, путешествующим по Эриксгате по старому закону, был Карл IX (1604-1611). Позднее короли совершили посещения шведских провинций и назвали их «Эриксгатой», но эти визиты не имеют сходства со старой средневековой традицией.
Самая ранняя ссылка Эриксгаты, вероятно, принадлежит Саксону Грамматику, который около 1200 писал о борьбе за шведскую корону в 1120-х годах в книге «Деяния данов». Но традиция, вероятно, намного старше этого.
Путешествие по Эриксгате не было абсолютно безопасным, поскольку один из королей был убит во время его Эриксгаты. Это инцидент произошел в 1120-х годах, записан Саксоном Грамматиком, а также в приложении к закону Västgöta. Согласно этим источникам, новоизбранный король Рагнвальд Кнафёвде решил вопреки обычаю не брать заложников из выдающихся местных семей, путешествуя через Венстергтланд, хотя соперничающий кандидат на трон получил поддержку в провинции. Согласно Västgötalagen, решение Рагнвальда было воспринято как оскорбление для населения Västergötland, поскольку оно показало, что он их не боялся, и они убили его в Карлепитте (неизвестное место в Västergötland).